# Station Cwmbran
Cwmbran is een spoorwegstation van National Rail in Torfaen in Wales. Het station is eigendom van Network Rail en wordt beheerd door Transport for Wales. 